# Dmytro Isajenko
Dmytro Serhijowycz Isajenko (ukr. Дмитро Сергійович Ісаєнко; ur. 12 września 1988 w Charkowie) – ukraiński hokeista, reprezentant Ukrainy.

## Kariera
- Dniepr Chersoń (2003-2004)
- Barwinok Charków (2004-2005)
- HK Witebsk 2 (2005)
- Dniprowśki Wowky Dniepropetrowsk (2005-2007)
- HK Charków (2007-2008)
- Sokił Kijów 2 (2008-2010)
  -  Sokił Kijów (2008-2010)
- Donbas Donieck (2010-2012)
- Donbas Donieck 2 (2012-2013)
- Sokił Kijów (2013-2014)
- Wytiaź Charków (2014-2016)

Występował w rozgrywkach ukraińskiej ekstraligi, białoruskiej ekstraligi (w barwach Sokiłu Kijów), rosyjskiej WHL edycji 2011/2012 (był kapitanem tej drużyny od 2010 do 2012), od 2013 do 2014 w Sokile w ramach rozgrywek Profesionalna Chokejna Liha na Ukrainie. Od 2014 zawodnik Wytiazia Charków. W styczniu 2016 ogłosił zakończenie kariery. W czerwcu 2016 ponownie został zawodnikiem Wytiazia Charków.
Grał w kadrach juniorskich Ukrainy. Uczestniczył w turniejach mistrzostw świata juniorów do lat 18 w 2006 oraz mistrzostw świata juniorów do lat 20 w 2008 (wszystkie Dywizja I). Następnie rozpoczął występy w reprezentacji seniorskiej. Uczestniczył w turnieju mistrzostw świata w 2011 (Dywizja I), hokeja mężczyzn na Zimowej Uniwersjadzie 2013.

## Sukcesy
Klubowe
- Złoty medal mistrzostw Ukrainy: 2011 z Donbasem Donieck, 2013 z Donbasem 2 Donieck
- Półfinał WHL: 2012 z Donbasem Donieck
- Brązowy medal mistrzostw Ukrainy: 2014 z Sokiłem Kijów

Indywidualne
- Mistrzostwa Ukrainy w hokeju na lodzie (2010/2011):
  - Czwarte miejsce w klasyfikacji asystentów w sezonie zasadniczym: 19 asyst[4]
  - Najlepszy napastnik sezonu[5]
  - Najbardziej Wartościowy Zawodnik (MVP)
  - Skład gwiazd sezonu